# قشلاق (خوي)
قشلاق هي قرية في مقاطعة خوي، إيران. عدد سكان هذه القرية هو 1,287 في سنة 2006.